# Базилевич Олександр Михайлович
Олекса́ндр Миха́йлович Базиле́вич (*15 березня 1891, Полтавщина — † 15 вересня 1932, м. Берестя, Білорусь) — підполковник Армії Української Народної Республіки.

## Життєпис
Олександр Базилевич народився 15 березня 1891 року. Походив з Полтавщини. Закінчив Полтавське Олександрівське реальне училище, Павлівське військове училище. Останнє звання у російській армії — штабс-капітан.
З 6 березня 1918 року — особистий значковий військового міністра Української Народної Республіки Олександра Жуківського. З 23 травня 1918 року — старший значковий військового міністра Української Держави Олександра Рогози. З 13 січня 1919 року — полковник для особистих доручень Військового міністерства УНР.
У ніч з 26 на 27 січня 1919 року переїхав з Військовим міністерством з Києва до Вінниці. З 14 лютого 1919 року — у розпорядженні Наказного Отамана. З 7 жовтня 1920 року — тимчасовий виконувач обов'язків начальника Головної управи постачання Військового міністерства УНР.
У 1920-их рр. жив на еміграції та помер у Берестя (тоді — Польща). Похований на Тришинському кладовищі у Бересті.